# Ткачик масковий
Тка́чик масковий (Ploceus heuglini) — вид горобцеподібних птахів ткачикових (Ploceidae). Мешкає в Західній і Центральній Африці. Вид названий на честь Теодора фон Гойгліна, німецького мандрівника і орнітолога.

## Опис
Довжина птаха становить 13 см, вага 21-28 г. У самців під час сезону розмноження лоб і тім'я золотисто-жовті, потилиця жовто-зеленувата, верхня частина тіла оливково-зелена, поцяткована жовтими плямками, надхвістя жовтувате. На обличчі чорна "маска", райдужки жовтуваті. У самиць верхня частина тіла світло-оливково-зелена, нижня частина тіла жовтувато-біла.

## Поширення і екологія
Маскові ткачики мешкають в Сенегалі, Гамбії, Кот-д'Івуарі, Малі, Буркіна-Фасо, Гані, Того, Беніні, Нігерії, Нігері, Камеруні, Чаді, Центральноафриканській Республіці, Південному Судані, Демократичній Республіці Конго, Уганді і Кенії. Вони живуть в сухих і вологих тропічних лісах, рідколіссях і чагарникових заростях, в саванах, на полях і плантаціях, в парках і садах. Зустрічаються на висоті від 650 до 1800 м над рівнем моря. Живляться переважно комахами та іншими безхребетними. Гніздяться невеликими колоніями.